# GSTP1
گلوتاتیون اس-ترانسفراز پی ۱ (به انگلیسی: Glutathione S-transferase P1) یک پروتئین است که در انسان توسط ژن «GSTP1» کُدگذاری می‌شود.

## عملکرد
گلوتاتیون-اس-ترانسفرازها (GSTs)، گروهی از آنزیم‌ها هستند که نقش مهمی در فرایند سم‌زدایی در بدن دارند و این‌کار را با تسهیل واکنش اتصال برخی ترکیبات شیمیایی آب‌گریز و الکترون‌دوست با گلوتاتیون احیاشده انجام می‌دهند. بر پایهٔ خواص ساختاری، ایمونولوژیک و بیوشیمیایی، این آنزیم‌ها به چهار زیرگروه تقسیم می‌شوند: «آلفا»، «مو»، «پی» و «تتا».
گلوتاتیون-اس-ترانسفراز پی ۱ (GSTP1) در بسیاری از بافت‌های بدن، به‌ویژه در دستگاه صفراوی، لوله‌های خمیدهٔ دور کلیه‌ها و ریه ساخته می‌شود.

## اهمیت پزشکی
گلوتاتیون-اس-ترانسفراز پی ۱ (GSTP1) در بروز سرطان و برخی بیماری‌های دیگر نقش دارد. سرطان پستان سه‌گانه-منفی به این پروتئین وابسته است و بازدارنده‌های بالقوهٔ دارویی برای آن در دست بررسی است. به نظر می‌رسد که مادهٔ پیپرلونگومین، ژن «GSTP1» را خاموش می‌کند.